# Прайор-Крік (Оклахома)
Прайор-Крік (англ. Pryor Creek) — місто (англ. city) в США, в окрузі Мейз штату Оклахома. Населення — 9444 особи (2020).

## Географія
Прайор-Крік розташований за координатами 36°18′3″ пн. ш. 95°18′38″ зх. д. / 36.30083° пн. ш. 95.31056° зх. д. (36.300964, -95.310449).  За даними Бюро перепису населення США в 2010 році місто мало площу 25,57 км², з яких 25,47 км² — суходіл та 0,10 км² — водойми.

## Демографія
Згідно з переписом 2010 року, у місті мешкало 9539 осіб у 3822 домогосподарствах у складі 2458 родин. Густота населення становила 373 особи/км².  Було 4286 помешкань (168/км²).
Расовий склад населення:
| - 72,3 % — білих - 16,9 % — корінних американців - 0,7 % — чорних або афроамериканців - 0,6 % — азіатів - 1,9 % — осіб інших рас |

До двох чи більше рас належало 7,7 %. Частка іспаномовних становила 4,9 % від усіх жителів.
За віковим діапазоном населення розподілялося таким чином: 26,4 % — особи молодші 18 років, 57,0 % — особи у віці 18—64 років, 16,6 % — особи у віці 65 років та старші. Медіана віку мешканця становила 35,7 року. На 100 осіб жіночої статі у місті припадало 93,8 чоловіків;  на 100 жінок у віці від 18 років та старших — 88,5 чоловіків також старших 18 років.
Середній дохід на одне домашнє господарство  становив 50 397 доларів США (медіана — 38 144), а середній дохід на одну сім'ю — 58 816 доларів (медіана — 47 050). Медіана доходів становила 32 351 долар для чоловіків та 35 397 доларів для жінок. За межею бідності перебувало 24,8 % осіб, у тому числі 38,2 % дітей у віці до 18 років та 11,0 % осіб у віці 65 років та старших.
Цивільне працевлаштоване населення становило 3688 осіб. Основні галузі зайнятості: освіта, охорона здоров'я та соціальна допомога — 26,2 %, виробництво — 18,4 %, роздрібна торгівля — 10,0 %, будівництво — 7,8 %.